# André de Montereale
O bem-aventurado André de Montereale (c. 1403 - 18 de abril de 1479) foi um sacerdote católico romano italiano e um membro professo da Ordem de Santo Agostinho. Sua vida foi dedicada a ensinar e liderar os agostinianos de vários cargos de liderança; ele também foi aclamado durante sua vida como um piedoso fazedor de milagres.
Seu número de seguidores aumentou após sua morte, o que permitiu ao Papa Clemente XIII presidir sua beatificação em 1764.

## Vida
André de Montereale nasceu por volta de 1403 em Mascioni, nas margens do Lago Campotosto em uma família modesta. Acredita-se que quando criança ele trabalhou em terras agrícolas como pastor.
Na sua adolescência conheceu o prior de um convento agostiniano de Montereale - Agostinho de Terni - e entrou para as suas fileiras pouco depois, aos 14 anos, em 1417, no seu caminho para a profissão e para o sacerdócio. André foi ordenado sacerdote em 1428 aos 25 anos e obteve o bacharelado e o mestrado em estudos teológicos; ele foi capaz de se tornar um professor após receber esses diplomas. André estudou também em Rimini (1431) e Pádua, bem como em Siena e Ferrara.
André ocupou vários cargos de liderança entre os agostinianos e logo foi nomeado prior provincial em 1453 e, posteriormente, prior sucessivamente. Em 1461, o prior geral o instruiu a deixar o mosteiro de Núrcia, mas não muito depois foi nomeado representante pessoal deste último para uma visita oficial ao coletivo agostiniano de Amatriz. Em 1471 foi novamente nomeado prior provincial. Andrew também serviu como pregador viajante nas cidades italianas e também na França; ele também reformou vários mosteiros agostinianos na Umbria.
Ele morreu em 18 de abril de 1479 aos 76 anos em Montereale e foi sepultado lá.

## Beatificação
A devoção a ele se fortaleceu após sua morte e seus seguidores cresceram a tal ponto que sua causa de santidade foi solicitada em Montereale. O Papa Clemente XIII reconheceu as virtudes e a maneira como o saudoso sacerdote viveu e celebrou sua beatificação em 18 de fevereiro de 1764.